# District de Shangganling
Le district de Shangganling (上甘岭区 ; pinyin : Shànggānlǐng Qū) est une subdivision administrative de la province du Heilongjiang en Chine. Il est placé sous la juridiction de la ville-préfecture de Yichun.